# پل لومتیه
پل لومتیه (فرانسوی: Paul Lemeteyer‎؛ زادهٔ ۴ ژوئن ۱۹۴۲) دوچرخه‌سوار اهل فرانسه است.
از باشگاه‌هایی که در آن رکاب زده‌است می‌توان به تیم دوچرخه‌سواری بیک و تیم دوچرخه‌سواری مرسیه اشاره کرد.